# 북종화

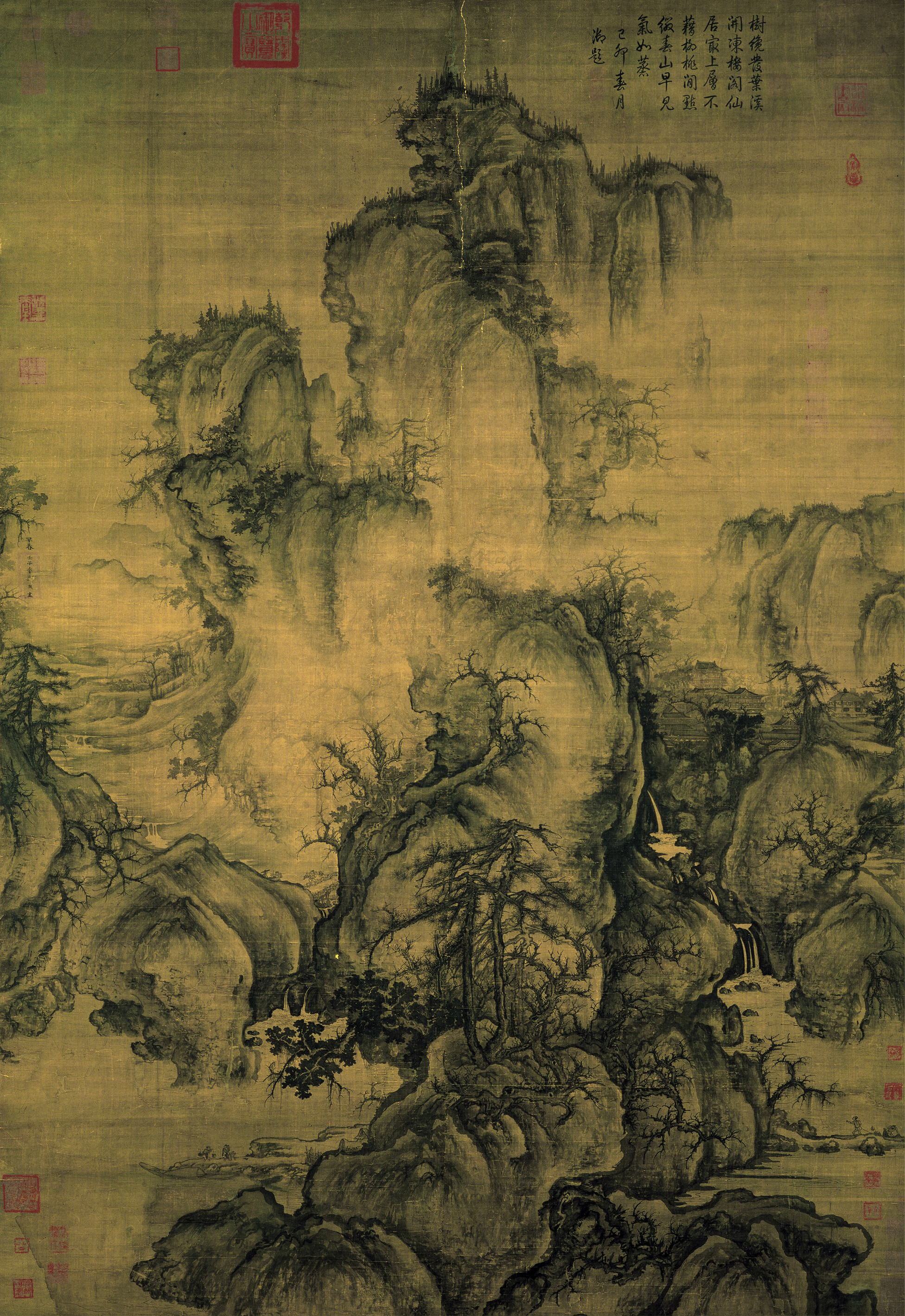

북종화(北宗畵)는 동양화의 한 분파로, 남종화에 대비된다. 이 분류는 명나라 말기의 동기창(董其昌)과 막시룡(莫是龍)이 당나라 선종(禪宗)의 남북 분파에 착안하여 중국 회화를 남북 2종(南北二宗)으로 구분한 것에서 유래하였다. 청록산수화(靑綠山水畫)를 비롯하여 북송의 곽희파(郭熙派)와 남송의 마하파(馬夏派) 산수화가 북종화로 분류된다.
선불교의 북종(北宗)과 연관성 있는 생각으로 점오(漸悟)의 길을 걷는다. 화가가 품격 높은 그림을 이루려면 먼저 화기를 기초서부터 수련하여 점점 그 기술과 식견이 이루어져 세련됨을 기대해야 한다는 것이다.

## 같이 보기
- 중국화 (회화)
- 중국의 미술

## 참고 자료
- 이 문서에는 다음커뮤니케이션(현 카카오)에서 GFDL 또는 CC-SA 라이선스로 배포한 글로벌 세계대백과사전의 내용을 기초로 작성된 글이 포함되어 있습니다.